# Батакяйское староство
Батакя́йское староство (лит. Batakių seniūnija) — одно из 8 староств Таурагского района, Таурагского уезда Литвы. Административный центр — местечко Батакяй.

## География
Расположено на западе Литвы, в восточной части Таурагского района, на Жямайтской возвышенности (северная часть староства) и в Нижненеманской низменности (южная часть).
Граничит с Гауреским староством на юге, Скаудвильским — на севере и северо-востоке, Мажонайским — на западе, Таурагским — на юго-западе, и Эржвилкским староством Юрбаркского района — на востоке и юге.

## Население
Батакяйское староство включает в себя местечко Батакяй, 30 деревень и 1 населённый пункт при железнодорожной станции.